# A Frightful Blunder
A Frightful Blunder é um filme norte-americano de 1913, do gênero drama, dirigido por Anthony O'Sullivan.

## Elenco
- Charles West
- Viola Barry
- Walter Miller
- Kate Bruce
- William A. Carroll
- Harry Carey